# Occidryas hennei
Occidryas hennei är en fjärilsart som beskrevs av Gunder 1932. Occidryas hennei ingår i släktet Occidryas och familjen praktfjärilar. Inga underarter finns listade i Catalogue of Life.